# دانشگاه کالیفرنیا، ریورساید
دانشگاه کالیفرنیا، ریورساید (به انگلیسی: University of California, Riverside) یک دانشگاه تحقیقاتی دولتی در ریورساید واقع در شرق کلان‌شهر لس‌آنجلس بزرگ در ایالت کالیفرنیا آمریکا است که در سال ۱۹۵۴ میلادی تأسیس شده‌است.

## رتبه دانشگاه
بر اساس رتبه بندی تایمز، این دانشگاه ۷۷ امین دانشگاه برتر جهان در رشته‌های مهندسی است. بر اساس رتبه بندی us news، این دانشگاه ۶۹ امین دانشگاه برتر آمریکا در رشته‌های مهندسی است.
مطابق رتبه بندی us news، رتبه دانشگاه در رشته‌های تخصصی در بین دانشگاه‌های آمریکا به شرح زیر می‌باشد.

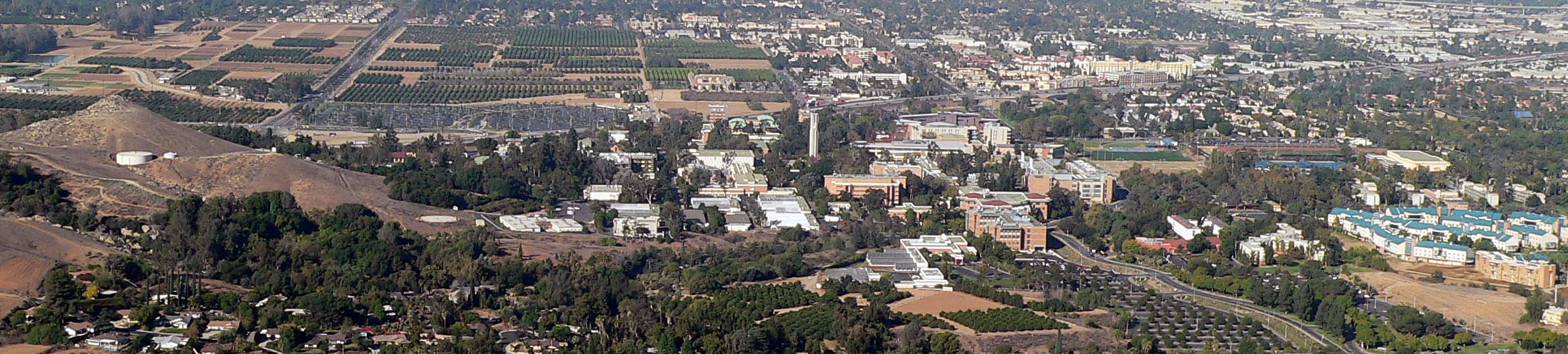
نمایی از «ریورساید»

۶۵ مهندسی پزشکی
۶۸ مهندسی شیمی
۴۹ مهندسی کامپیوتر
۶۴ مهندسی برق
۵۰ مهندسی محیط زیست
۷۹ مهندس مکانیک
۶۸ بیولوژی
60 شیمی
۵۶ علوم کامپیوتر
۵۴ علوم زمین
۶۸ ریاضی
۵۴ فیزیک
۶۷ آمار
۶۴ اقتصاد
۴۴ انگلیسی
۷۴ تاریخ
۵۴ علوم سیاسی
۶۳ روانشناسی
۴۲ جامعه‌شناسی
۷۷ آموزش